# 阿里斯·斯皮利奥托普洛斯
阿里斯·斯皮利奥托普洛斯（希臘語：Άρης Σπηλιωτόπουλος；1966年10月28日—），希腊政治人物，曾担任希腊旅游部长(2007–2009)，希腊教育和宗教事务部长（2009.1-2009.10）

## 生平
斯皮利奥托普洛斯生于帕特雷，曾在雅典大学学习政治学，并精通意大利语。